# Uza (rejon homelski)
Uza (biał. i ros. Уза, pol. hist. Uza) – wieś na Białorusi, w obwodzie homelskim, w rejonie homelskim, w sielsowiecie Babowiczy, nad Uzą. Od północnego wschodu graniczy z Homlem.
W XIX i w początkach XX w. położona była w Rosji, w guberni mohylewskiej, w powiecie homelskim. Następnie w granicach Związku Sowieckiego. Od 1991 w niepodległej Białorusi.